# Argyroxiphium kauense
Espèce
Classification phylogénétique
Statut de conservation UICN

 CR A2cd : 
En danger critique
Argyroxiphium kauense est une espèce de plante à fleurs de la famille des Asteraceae. 
C'est une espèce hawaiienne que l'on trouve quasi-uniquement sur le Mauna Loa et le Hualālai, deux volcans tropicaux. 
Cette espèce est en danger critique d'extinction à l'état sauvage ou même cultivé.

## Synonyme
- Argyroxiphium sandwicense var. kauense Rock & M.Neal